# Ghiacciaio Deadmond
Il ghiacciaio Deadmond (in inglese Deadmond Glacier) è un ghiacciaio lungo circa 10 km situato sull'isola Thurston, al largo della costa di Eights, nella Terra di Ellsworth, in Antartide. Il ghiacciaio, il cui punto più alto si trova a circa 200 m s.l.m., fluisce verso sud-est partendo dal versante orientale della penisola Evans, nella parte nord-orientale dell'isola, fino ad entrare nell'insenatura di Cadwalader.

## Storia
Il ghiacciaio Deadmond è stato scoperto durante una spedizione della marina militare statunitense nel Mare di Bellingshausen nel febbraio 1960 ed è stato poi così battezzato dal Comitato consultivo dei nomi antartici in onore del tenente comandante Robert B. Deadmond, ufficiale comandante a bordo della USS Burton Island, membro della suddetta spedizione.